# Primavera (album Marina Rei)
Primavera è un album di Marina Rei pubblicato il 1 gennaio del 2008 dalla EMI.

## Il disco
Il CD è una raccolta di brani pubblicati in precedenza con la Virgin Records.

## Tracce
1. Primavera (You To Me Are Everything) – 4:30
2. Al di là di questi anni – 5:09
3. T'innamorerò – 4:05
4. Donna – 4:03
5. E il paradiso verrà (If You Don't Know Me By Now) – 3:18
6. Un inverno da baciare – 4:05
7. L'allucinazione – 4:16
8. Sola – 4:03
9. Cuore a metà – 4:29
10. Noi – 4:47
11. I sogni dell'anima – 3:48
12. Inaspettatamente – 3:43
13. Dentro me – 4:13
14. Anime belle – 4:12
15. I miei complimenti – 4:43
16. Ti scrivo una canzone – 3:49
17. Maestri sull'altare – 4:00
18. Attimi di noi – 3:53